# オルフェンズの涙
「オルフェンズの涙」（オルフェンズのなみだ）は、MISIAの通算39枚目のシングル。2015年11月25日にソニー・ミュージックレーベルズ（アリオラジャパンレーベル）から発売された。

## 解説
前シングル「あなたにスマイル：）/流れ星」以来約3か月ぶり、マキシシングルとしては「白い季節/桜ひとひら」以来約9か月ぶりのリリースとなるシングル。
表題曲はMBS・TBS系テレビアニメ『機動戦士ガンダム 鉄血のオルフェンズ』第1期の前期エンディングテーマとして起用された、MISIAとしては初のTVアニメとのタイアップとなる楽曲。歌詞はMISIAの書き下ろしで、彼女が行ってきた発展途上国の支援活動を通じて感じた思いや、未来の子供たちに伝えたい考えが込められている。2015年の第66回NHK紅白歌合戦では、戦後70周年特別企画の一環で本曲を地元長崎県にある平和公園・平和祈念像前から中継で披露した。
初回生産限定盤（BVCL-684）と通常盤（BVCL-685）の2形態でリリース。初回生産限定盤には、「EDGE OF THIS WORLD（Gomi’s Feature House Remix）」が収録されており、アートワークは『鉄血のオルフェンズ』に登場するモビルスーツ「ガンダム・バルバトス」の描き下ろしジャケット・デジパック仕様となっている。

## 収録曲
1. オルフェンズの涙 [5:06]
作詞：MISIA / 作曲・編曲・ホーンアレンジ・オーケストラアレンジ：鷺巣詩郎
  - MBS・TBS系アニメ『機動戦士ガンダム 鉄血のオルフェンズ』前期（第2話 - 第13話）エンディングテーマ
2. 花 [4:27]
作詞・作曲：里花 / 編曲：重実徹
3. EDGE OF THIS WORLD（Gomi's Feature House Remix） [4:59]
作詞：MISIA / 作曲：Sinkiroh / リミックス：GOMI
  - 初回生産限定盤のみ収録。